# 취보 (축구인)
취보(중국어: 曲波, 병음: Qū Bō, 1981년 7월 15일 ~ )는 중국의 전직 축구 선수로 선수 시절 칭다오 하이뉴, 베이징 런허, 칭다오 FC, 톈진 진먼후 등에서 스트라이커로 활약했다.

## 경력
1997년부터 1999년까지 톈진 훠처터우 산하 유소년 클럽에서 활약했으며 2000년에 칭다오 중넝에 입단했다. 아르헨티나에서 개최된 2001년 FIFA 세계 청소년 축구 선수권 대회에서 참가했고 보라 밀루티노비치 감독이 이끌던 중국 축구 국가대표팀 선수로 발탁되면서 2002년 FIFA 월드컵에 참가했다.
2010년부터 2014년까지 구이저우 런허 소속으로 활약했고 2014년부터 2015년까지 칭다오 하이뉴 소속으로 활약했다. 2016년에 톈진 터다에서 활동한 것을 끝으로 은퇴했다.